# 国家有色金属工业局
国家有色金属工业局，是依据1998年6月16日中华人民共和国国务院发出的「国发〔1998〕58号文件」成立的；其主要职能承由已经解散的原中国有色金属工业总公司，贯彻政企分开、权力下放、权责一致的原则；是原国家经贸委管理的国家局。
2001年2月，作为朱镕基主持下的“国务院机构改革”的一部分，国家有色金属工业局连同国家机械工业局、国家石油和化学工业局等9个国家经贸委管理的国家局被撤销；组建了没有行政职权的中国有色金属工业协会。

## 关联企业
- 中國有色礦業集團